# Toine Hezemans
Antoine Hezemans, född 15 april 1943 i Eindhoven, är en holländsk racerförare. Han är far till racerföraren Mike Hezemans.
Hezemans var framgångsrik inom standardvagnsracing och blev europamästare två gånger, 1970 och 1973. Han körde även sportvagnsracing och vann bland annat Targa Florio 1971 med Alfa Romeo och Daytona 24-timmars 1978 med Porsche.